# BlueScope Steel
BlueScope Steel ist ein australisches Unternehmen mit Firmensitz in Melbourne. Das Unternehmen war im Aktienindex S&P/ASX 50 gelistet.
BlueScope Steel produziert Stahl verschiedener Sorten. Das Unternehmen wurde 2002 gegründet, als der Stahlbereich von BHP Billiton als eigenständiges Unternehmen (BHP Steel) abgetrennt wurde. Hochöfen befinden sich in Port Kembla nahe Wollongong und Hastings nahe Melbourne. Außerdem besitzt BlueScope Steel das New-Zealand-Steel-Werk in Glenbrook nahe Waiuku, Neuseeland.